# Municipalsamhälle
Municipalsamhälle (på dansk municipalsamfund) var i Sverige før 1971 en administrativ enhed (type af kommune) for et tætbebygget område (til tider kaldet municipium). De var organiseret inden for landkommuner, og havde inden for deres områder visse kommunale (municipale) interesser, hvor regler der gjaldt for stæder (købstæder) og köpinger var tilpasset. I visse tilfælde strakte et municipalsamhälle sig ud over en kommunegrænse og var da delt mellem de berørte kommuner. Der kunne også være flere municipalsamhäller inden for samme kommune, og i nogle enkelte tilfælde et municipalsamhälle i to fra hinanden adskilte områder i den samme kommune.

## Bestemmelser
I disse samfund gjaldt efter fremlæggelse af en Kunglig Majestäts befallningshavande (et läns øverste myndighed) og beslutning af Kunglig Majestät (statsrådet 1809-1974), en eller flere af de såkaldte stadsvedtægter, nemlig
- ordningsstadga (ordensbestemmelser) fra 1868,
- brandstadga (brandbestemmelser) fra 1874,
- byggnadsstadga (byggereglementer) fra 1874,
- hälsovårdsstadgas föreskrifter för stad (sundhedsforskrifter) fra 1874 samt
- stadsplanelag (byplanlov) fra 1907.

## Historie
Første gang sådanne vedtægter trådte i kraft var i 1875 og gjaldt Höganäs bruk, som derigennem kan anses for at være Sveriges første municipalsamhälle, om end begrebet endnu ikke var indført på dette tidspunkt.
Der var dog visse uklarheder vedrørende finansieringen af de omkostninger, der opstod som følge af indførelsen af stadsvedtægterne. Kommunerne var i visse tilfælde uvillige til at anvende deres midler på det. I et forsøg på at finde en løsning, besluttede man i 1898 et tillæg til förordning om kommunalstyrelse på landet af 1862, hvori der blev slået fast, at hvis nogle af stadsvedtægterne kom til at gælde i et område, der ikke var sin egen kommune, så var området at betragte som et municipalsamhälle. Indbyggerne i et sådant område var uberørt af den omgivende kommune ansvarlige for indførelsen og finansieringen. Da reformen trådte i kraft i 1900 fik municipalsamhällerne derfor beskatningsret, og indbyggerne i områderne skulle således ud over kommuneskatten også betale municipalskat. Municipalsamhällerne havde samme form for beslutningsdygtigt og udførende organ, som andre kommuner, dog med den forskel at de blev benævnt municipalfullmäktige (municipalfuldmægtige) eller i mindre samfund municipalstämma (municipalstemme) og municipalnämnd (municipalnævn). Således var det først i år 1900 at begrebet municipalsamhälle blev officielt.

## Ordningen i praksis
Municipalsamhällerne fungerede kun som egne kommuner hvad angik indførelsen af stadsvedtægterne og finansieringen af dem. Indbyggerne hørte stadig til de respektive kommuner og havde samme rettigheder og pligter, som kommunernes øvrige indbyggere. De anliggender som gjaldt hele kommunen, eksempelvis skoler og fattigvæsen, blev varetaget af de kommunale organer. Der forekom dog visse undtagelser fra hvad der ifølge kommunalforordningen skulle gælde for et municipalsamhälle. I nogle få tilfælde blev der bevilget dispensation fra pligten til at organisere municipalsamhällerne i overensstemmelse med forordningen og de municipale anliggender blev da i stedet varetaget af kommunen. Det samme gjaldt i de tilfælde, hvor stadsvedtægterne gjaldt hele kommunen. Undtagelsestilfældene udgjorde dermed ikke egentlige municipalsamhäller.
Antallet af municipalsamhäller var på sit højeste i 1940'erne. Årsagen til et municipalsamhälles ophør havde indtil da i de allerfleste tilfælde været omdannelse til stad eller köping eller sammenlægning med kommuner af disse typer. Det var kun i undtagelsestilfælde, at et municipalsamhälle direkte blev opløst. I forbindelse med forberedelserne til kommunalreformen i 1952 besluttede man at municipalsamhällerne successivt skulle ophøre og de kommunale anliggender overtages af omgivende kommuner. På det tidspunkt stræbte statsmagten også efter en uligning af forskellene mellem byer og landsbyer, og nye vedtægter kom derigennem til at gælde i stæder, köpinger og landkommuner. Derfor blev med tiden flere og flere municipalsamhäller opløst, og de tilbageværende (Kvidinge og Tyringe i Kristianstads län, Mollösund i Göteborgs och Bohus län samt Nyland i Västernorrlands län) ophørte i forbindelse med kommunalreformen i 1971. Efter reformen i 1971 var samtlige Sveriges kommuner formelt ligestillede og dermed underlagt de samme love og forordninger.

## Underinddeling
De fleste municipalsamhällen var stationsbyer (svensk: stationssamhällen) vokset op omkring en jernbanestation, men stadvedtægterne indførtes også i blandt andre forstæder (svensk: förstadssamhällen) til byerne og i mange fiskerlejer (svensk: fiskelägen). De köpinger, der efter den i 1862 ikrafttrådte kommunalforordningen (ophøjet til lov i 1866), ikke kom til at udgøre egne kommuner, blev også i princippet ligestillede med municipalsamhäller, se municipalköping.